# Joanna Mikołajewska
Joanna Maria Mikołajewska – polska astronom, profesor doktor habilitowana.

## Życiorys
Studia astronomiczne rozpoczęła na Uniwersytecie Warszawskim, a ukończyła na Uniwersytecie Mikołaja Kopernika w Toruniu w 1979 roku. Doktorat z astrofizyki w 1984 roku, habilitacja – 1992, tytuł profesorski otrzymała w 1998 roku. Obecnie pracuje jako profesor zwyczajny w Centrum Astronomicznym im. Mikołaja Kopernika Polskiej Akademii Nauk w Warszawie. Interesuje się głównie gwiazdami symbiotycznymi i ciasnymi układami podwójnymi gwiazd.

## Nagrody
W 1984 roku otrzymała Nagrodę Młodych Polskiego Towarzystwa Astronomicznego II stopnia za pracę o badaniu zaćmienia układu symbiotycznego CI Cygni.

## Niektóre prace naukowe
- 2011, Nature of light variations in the symbiotic binary V417 Cen, Asymmetric Planetary Nebulae V, ed. R. Zijlstra, Ebrary, A63-A64, Joanna Maria Mikołajewska, Mariusz  Gromadzki, Pilecki B., Whitelock P., Feast M.
- 2011, Dense circumstellar nebulae in wide binary central stars, Asymmetric Planetary Nebulae V, ed. R. Zijlstra, Ebrary, A109-A110, Joanna Maria Mikołajewska, Miszalski B., Acker A., Parker Q. A., Boffin H. M. J., Frew D. J., Moffat A. F. J., Napiwotzki R.
- 2011, Symbiotic Novae, Physics of Accreting Compact Binaries, ed. D. Nogami, Universal Academy Press (arXiv:1011.5657), Joanna Maria Mikołajewska,
- 2011, The influence of binarity on dust obscuration events in the planetary nebula M 2-29 and its analogues, Astron. Astrophys., 528, 39-54, Joanna Maria Mikołajewska, Miszalski B., Köppen J., Rauch T., Acker A., Cohen M., Frew D. J., Moffat A. F. J., Parker Q. A., Jones A. F., Udalski A.
- 2010, UV emission line shifts of symbiotic binaries, Astron. Astrophys., 512, 80-92, Joanna Maria Mikołajewska, Friedjung M., Zajczyk A., Eriksson M.
- 2010, First spatial resolution of the stellar components of the interacting binary CH Cygni, Mon. Not. R. Astr. Soc., 403, L21-L25, Joanna Maria Mikołajewska, Balega Y., Hofmann K-H., Weigelt G.
- 2010, CO observations of symbiotic stellar systems, Astron. Astrophys., 516, 19-30, Joanna Maria Mikołajewska, Bujarrabal V., Alcolea J., Quintana-Lacaci G.
- 2010, Shifts of Ultraviolet Lines of Symbiotic Binaries, Binaries - Key to Comprehension of the Universe, ed. A. Prsa, ASP Conf. Ser. 435, 273-276, Joanna Maria Mikołajewska, Friedjung M., Zajczyk A., Eriksson M.
- 2010, Evolution of Nearly Semi-Detached Binaries and Symbiotics with Ellipsoidal Variability, Binary star evolution: mass loss, accretion, and mergers, ed. V. Kalogera ; M. van der Sluys, AIP Conf. Series 1314, 59-60, Joanna Maria Mikołajewska, Chen X., Podsiadlowski Ph., Han Z.
- 2009, The spectroscopic orbit and the geometry of R Aqr, Astronomy and Astrophysics, 495, 931, Joanna Maria Mikołajewska, Mariusz  Gromadzki,
- 2009, Light-curves of symbiotic stars in massive photometric surveys I: D-type systems, Acta Astronomica, 59, 169, Joanna Maria Mikołajewska, Mariusz  Gromadzki, Whitelock, P. A., Marang, F.
- 2009, Spectroscopic orbits and variations of RS Ophiuchi, Astron. Astrophys., 497, 815-825, Joanna Maria Mikołajewska, Brandi E., Quiroga C., Ferrer O. E., García L. G.
- 2009, The spectroscopic orbit and the geometry of R Aquarii, Astron. Astrophys., 495, 931-936, Joanna Maria Mikołajewska, Mariusz  Gromadzki,
- 2009, Light Curves of Symbiotic Stars in Massive Photometric Surveys I: D-Type Systems, Acta Astron., 59, 169-191, Joanna Maria Mikołajewska, Mariusz  Gromadzki, Whitelock P., Marang F.
- 2007, On the nature of the cool component of MWC 560, Astron. Astrophys., 463, 2007, 6, Joanna Maria Mikołajewska, Mariusz  Gromadzki, Whitelock P. A., Marang F.
- 2007, Chemical composition and spectroscopic variability of CH Cyg, Baltic Astron., 16, 2007, 3, Joanna Maria Mikołajewska, Mirosław Ryszard Schmidt, Zacs L., Hinkle K. H.
- 2007, Modelling light curves of symbiotic binaries, Baltic Astron., 16, 2007, 3, Joanna Maria Mikołajewska, Artur  Rutkowski, Whitelock P. A.
- 2007, Symbiotic stars in massive photometric surveys, Baltic Astron., 16, 2007, 3, Joanna Maria Mikołajewska, Mariusz  Gromadzki, Borawska M., Lednicka A.
- 2007, Post-outburst variations in the optical light curve of RS Oph, RS Oph 2006 and the Recurrent Nova Phenomenon, eds. Evans N., Bode M., O'Brien T., ASP Conf. Ser., 2007, Joanna Maria Mikołajewska, Mariusz  Gromadzki, Lachowicz P.
- 2007, The Place of Recurrent Novae among the Symbiotic Stars, RS Oph 2006 and the Recurrent Nova Phenomenon, eds. Evans N., Bode M., O'Brien T., ASP Conf. Ser., 2007, Joanna Maria Mikołajewska,
- 2007, On the Distance to the Recurrent Nova RS Ophiuchi, RS Oph 2006 and the Recurrent Nova Phenomenon, eds. Evans N., Bode M., O'Brien T., ASP Conf. Ser., 2007, Joanna Maria Mikołajewska, Barry R. K., Mukai K., Sokoloski J. L., Danchi W. C., Hachisu I., Evans A., Gehrz R.
- 2007, Spectroscopic orbits and spectral variations of RS OPH, RS Oph 2006 and the Recurrent Nova Phenomenon, eds. Evans N., Bode M., O'Brien T., ASP Conf. Ser., 2007, Joanna Maria Mikołajewska, Brandi E., Quiroga C., Ferrer O., Garcia, L.
- 2007, Symbiotic stars: continually embarassing binaries, Baltic Astron., 16, 2007, 9, Joanna Maria Mikołajewska,
- 2006, An abundance analysis of the symbiotic star CH Cyg, Astron. Astrophys., 446, 2006, 7, Joanna Maria Mikołajewska, Mirosław Ryszard Schmidt, Zacs L., Hinkle K. H.
- 2006, Abundance analysis of symbiotic stars, IAU Sympoz., 232, 2006, 3, Joanna Maria Mikołajewska, Mariusz  Gromadzki, Hinkle K. H.
- 2006, Searching for flickering variability in several symbiotic stars and related objects: BX Mon, V471 Per, RS Oph, V627 Cas, CI Cam, V886 Her, Z And, T CrB, MWC 560, V407 Cyg, Acta Astronomica, 56, 2006, 29, Joanna Maria Mikołajewska, Mariusz  Gromadzki, Tomov T., Bellas-Velidis I., Dapergolas A., Gałan C.
- 2006, Line formation regions of the UV spectrum of CI Cygni, Astron. Astrophys., 460, 2006, 8, Joanna Maria Mikołajewska, Friedjung M. F., Quiroga C.
- 2005, GRS 1915+105: the distance, radiative processes and energy-dependent variability, Mon. Not. R. Astr. Soc., 2005, 360, 825-838, 2005, Joanna Maria Mikołajewska, Andrzej Antoni Zdziarski, Marek  Gierliński, Rao A. R., Vadawale S. V.
- 2005, Symbiotic Stars from the Gemini South, Stellar Astrophysics with the World Largest Telescopes, eds. Mikołajewska J., Olech A., AIPC, 752, 2005, 4, Joanna Maria Mikołajewska, Quiroga C., Brandi E., Ferrer O., Garcia, L. G.
- 2005, The spectroscopic orbits and other parameters of the symbiotic binary FN Sgr, Astron. Astrophys, 440, 2005, 10, Joanna Maria Mikołajewska, Brandi E., Quiroga C., Belczyński K., Ferrer O. E., Garca L. G., Pereira C. B.
- 2005, GRS 1915+105: the distance, radiative processes and energy-dependent variability, Mon. Not. R. Astr. Soc., 360, 2005, 14, Joanna Maria Mikołajewska, Zdziarski A., Gierliński M., Rao A. R., Vadawale S. V.
- 2005, The first near-infrared detection of XTEJ1118 + 480 in quiescence, Mon. Not. R. Astr. Soc., 362, 2005, 3, Joanna Maria Mikołajewska, Anna Wanda Szostek, Artur  Rutkowski, Goncalves D. R.